# George Scott (pastor)
För andra personer med liknande namn se George Scott
George Scott, född 1804 i Edinburgh, död 1874, var en skotsk metodistpastor som verkade i Stockholm 1830-42. 

## Biografi

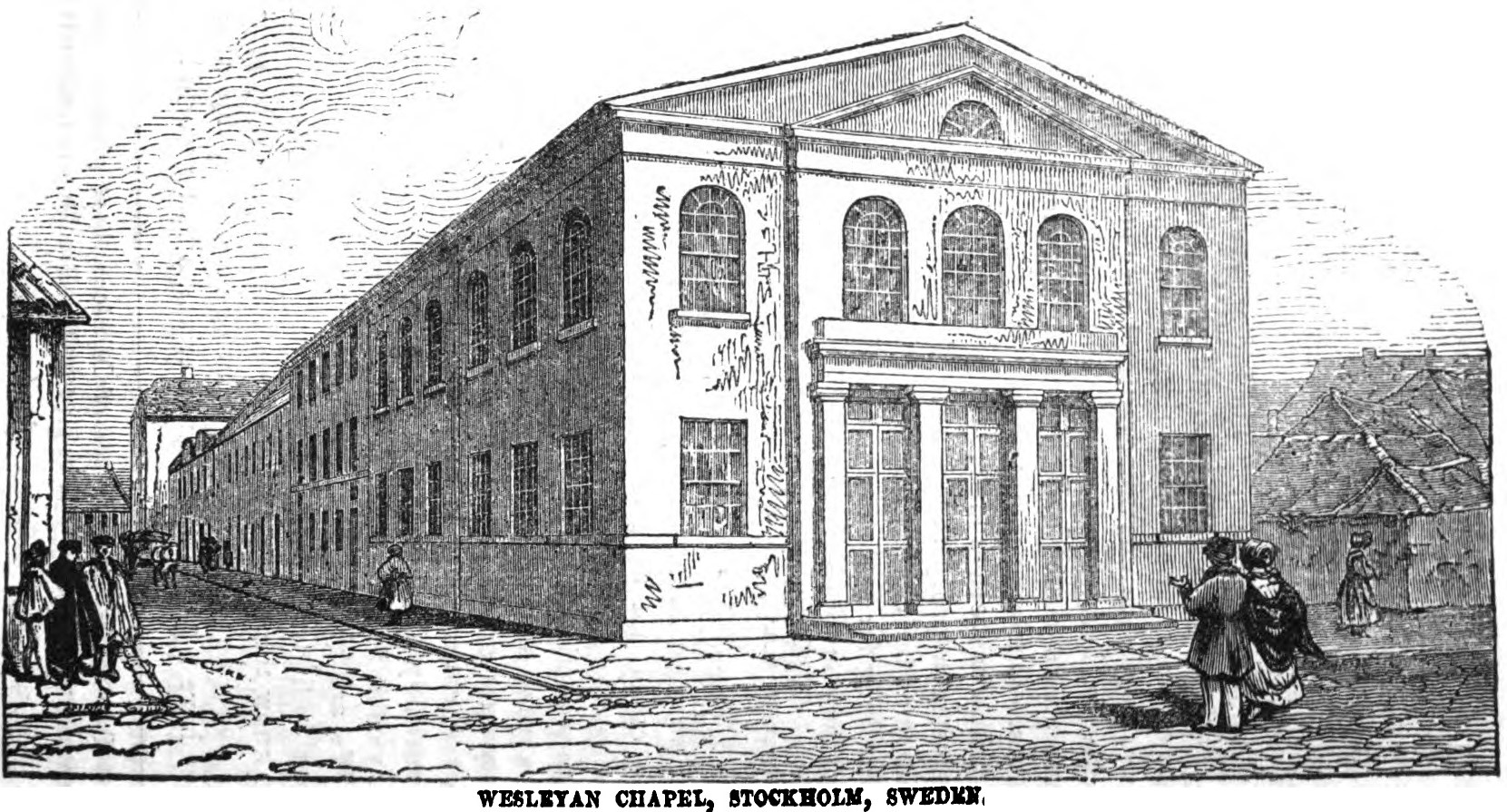
Engelska kapellet i Stockholm

Scott kom 1830 till Stockholm som religionslärare och predikant för industrimannen Samuel Owen och de brittiska arbetarna på hans fabrik.
Från 1831 predikade han även och höll möten på svenska, i strid med konventikelplakatet, vilket kom att irritera myndighetspersoner och prästerskap.
Owen och Scott tog 1832 också initiativ till en av de första svenska nykterhetsföreningarna, Kungsholmens Nykterhetsförening. 
Scott lät bygga ett metodistkapell, Engelska kapellet som invigdes 1840, som den första frikyrkan i Sverige.
Han inspirerade och stödde flera personer som kom att bli ledande inom de många svenska väckelserörelser som skulle blomstra under 1800-talets senare hälft.
Bland dessa kan baptistpionjärerna F O Nilsson och Anders Wiberg samt EFS grundare Carl Olof Rosenius nämnas. 1842 startade Scott tidskriften Pietisten, tillsammans med den sistnämnde. 
Samma år tvingades Scott lämna Sverige efter ett pöbelupplopp i hans kyrka, som därefter kom att köpas av EFS och få det nya namnet Betlehemskyrkan.

### Webbkällor
- ”Frågor och svar”. Metodistkyrkan i Sverige. Arkiverad från originalet den 12 augusti 2010. https://web.archive.org/web/20100812181203/http://www.metodistkyrkan.se/fragor_historik.asp. Läst 14 juli 2009.